# Secretaría de Recursos Hidráulicos
La Secretaría de Recursos Hidráulicos (SRH) fue una secretaría de Estado que conformó el gabinete legal del presidente de México. Era el despacho del poder ejecutivo federal responsable las políticas de aprovechamiento y conservación del agua. 
Se creó en 1946 por presidente Miguel Alemán Valdés al subir de rango la Comisión Nacional de Irrigación y se extinguió en 1976 cuando fue disuelta para integrar sus facultades a la Secretaría de Agricultura y Ganadería para crear la Secretaría de Agricultura y Recursos Hidráulicos (hoy Secretaría de Agricultura y Desarrollo Rural). Actualmente la dependencia federal responsable del agua es la Comisión Nacional del Agua, un órgano administrativo desconcentrado de la Secretaría de Medio Ambiente y Recursos Naturales.
Junto con la Secretaría de Justicia y la Secretaría de Programación y Presupuesto son las únicas tres secretarías de Estado que se han extinguido en su totalidad.

## Historia
La Secretaría de Recursos Hidráulicos tuvo como antecedente directo a la Comisión Nacional de Irrigación creada en 1926 por el presidente Plutarco Elías Calles.
La Secretaría de Recursos Hidráulicos de México fue creada por el presidente Miguel Alemán Valdés en 1947, con el objetivo de estructurar una política para el manejo del agua en México que requería atender tanto los problemas causados por el exceso en el 21% del territorio nacional y escasez en el 79% en la parte restante de la superficie nacional. El enfoque fue acceder al desarrollo económico y social en distintas regiones a partir del agua como motor del crecimiento, instituir distritos de riego agrícola, la construcción de presas, la conducción de agua a los centros urbanos en forma primordial, además de atender el suministro de agua potable y los requerimientos del incipiente desarrollo industrial. Su primer secretario fue el ingeniero Adolfo Orive Alba que hasta entonces se desempeñaba como director de la Comisión Nacional de Irrigación.
En el período comprendido entre 1947 y 1976 México tuvo una política hidráulica centralizada, dirigida hacia el desarrollo nacional. Fue la época en que se construyeron más de 190 Distritos y Unidades de Riego, se dotó de pozos para usos agrícolas, urbanos e industriales. En ese mismo periodo se construyeron grandes presas como la Miguel Hidalgo (1956) en Sinaloa, Falcón (1953) en la frontera con los Estados Unidos y sobre el Río Bravo, Malpaso (1964) en Chiapas e Infiernillo (1963) entre Guerrero y Michoacán, multiplicidad de canales de riego y la modernización del sistema de agua potable de la Ciudad de México y los principales centros urbanos. Asimismo, se otorgó prioridad al uso urbano sobre el resto.
En el plano del desarrollo regional tuvo a su cargo las Comisiones Hidrológicas de los ríos Papaloapan, El Fuerte, Balsas y Grijalva, que funcionaron con un concepto de autonomía administrativa y técnica para lograr un crecimiento equilibrado de las regiones aledañas a las cuencas con un enfoque que atendía a un concepto hidráulico en cuanto a la fundación y crecimiento de centros poblacionales y de la infraestructura económica y social indispensable para su sustento. 
Otra Comisión Hidráulica fue la de Aguas del Valle de México, encargada de la planeación, construcción y operación de obras en el Valle de México, y sus actividades incluyeron la previsión contra inundaciones, a la vez que se creó una Comisión del Lago de Texcoco.

## Estructura orgánica
La estructura orgánica de la Secretaría de Recursos Hidráulicos constaba de precisamente de un esquema basado precisamente en ese modelo con tres Subsecretarías: Planeación, Construcción y Operación, que mantuvieron un equilibrio funcional y de ejecución de la política hidráulica nacional.
Con un enfoque administrativista, poco previsor y sin visión de la importancia estratégica del recurso agua, en 1976 el presidente José López Portillo decretó su fusión con la entonces Secretaría de Agricultura y Ganadería, formando la Secretaría de Agricultura y Recursos Hidráulicos, que evitó la continuidad de la política hidráulica integral.
Entre de los destacados hidrólogos mexicanos formados en la Secretaría de Recursos Hidráulicos que dieron fama al país, es posible recordar a los ingenieros Aurelio Benassini Vizcaíno, Manuel Anaya y Sorribas, Gerardo Cruickshank García, Luis Echegaray Bablot, Luis Robles Linares, Juan Wiley Cárdenas, Abelardo Amaya Brondo, Felipe Pérez y Pérez, Eloy Urroz Jiménez y Fernando González Villarreal, por mencionar a algunos de ellos.

## Secretarios de Recursos Hidráulicos
- Gobierno de Miguel Alemán Valdés (1946 - 1952)
  - (1946 - 1952): Adolfo Orive Alba

- Gobierno de Adolfo Ruiz Cortines (1952 - 1958)
  - (1952 - 1958): Eduardo Chávez
  - (1958): Luis Echegaray Bablot

- Gobierno de Adolfo López Mateos (1958 - 1964)
  - (1958 - 1964): Alfredo del Mazo Vélez

- Gobierno de Gustavo Díaz Ordaz (1964 - 1970)
  - (1964 - 1970): José Hernández Terán

- Gobierno de Luis Echeverría (1970 - 1976)
  - (1970 - 1976): Leandro Rovirosa Wade
  - (1976): Luis Robles Linares